# Catarroja
Catarroja – gmina w Hiszpanii, w prowincji Walencja, we wspólnocie autonomicznej Walencja, o powierzchni 13,04 km². W 2011 roku liczyła 27 697 mieszkańców.